# Вот это были деньки
«Вот это были деньки» (иер. трад. 歲月情真, упр. 岁月情真, кант.-рус.: Ци Юнь Шань ши сан тай бао, англ. Those Were the Days...) — гонконгская криминальная драма 1995 года режиссёра Билли Тана. Главные роли в фильме исполнили Френсис Ын, Боуи Лам и Мэгги Сиу.
На 15-й Гонконгской кинопремии Эрик Му завоевал награду в номинации «Лучший новый актёр».

## Сюжет
Главный герой (Френсис Нг) промышляет продажей наркотиков. Он становится свидетелем убийства своего друга во время бандитской разборки и после этого принимает решение начинать всё с чистого листа: начинает заниматься благотворительностью и призывает наркоманов отказаться от этой пагубной привычки.

## В ролях
- Френсис Ын — Юи
- Боуи Лам — Ва
- Мэгги Сиу — Линг
- Пауэр Чан[англ.] — Сейф
- Moses Chan[англ.]* — Ко Фай
- Кент Чен — Отец Чана
- Ка-Куи Хо — Брат Винга / Дьявол Сиу
- Виктор Хон — Владелец продуктового киоска
- Ли Сиу[англ.] — Босс триады
- Ман И-Ман — Парнишка
- Эрик Му[англ.] — Чан Ва
- Кирк Вонг[англ.] — Большеносый
- Бобби Ип — Уродливый парень